# Rävinge landskommun
Rävinge landskommun var en tidigare kommun i Hallands län.

## Administrativ historik
När 1862 års kommunalförordningar började gälla inrättades över hela landet cirka 2 400 landskommuner, de flesta bestående av en socken. Därutöver fanns 89 städer och 8 köpingar, som då blev egna kommuner. Denna kommun bildades då i Rävinge socken i Halmstads härad i Halland.
Landskommunen upphörde vid kommunreformen 1952, då den gick upp i Getinge landskommun. Sedan 1974 tillhör området Halmstads kommun

## Politik

### Mandatfördelning i Rävinge landskommun 1938-1946
| 6 | 9 |

| 15 |

| 6 | 9 |

| 15 |

| 6 | 7 | 2 |

| 14 |